# LG Brillux Münster
Die LG Brillux Münster ist eine deutsche Leichtathletikgemeinschaft aus der Stadt Münster.

## Geschichte
In den 1960er Jahren setzten sich die Leichtathletik-Abteilungen mehrerer Sportvereine aus Münster und dem Umkreis mit einigen Funktionären, Sponsoren und aktiven Athleten zusammen, um die Leichtathletik in Münster zu konzentrieren und Leistungssteigerungen zu bewirken. Auf Initiative des damaligen Langstreckenläufers Harald Norpoth wurde die Münsteraner Handelsfirma Ratio mit dem damaligen Firmenchef Egbert Snoek als Hauptsponsor gefunden und in den Vereinsnamen aufgenommen. Am 24. Januar 1970 wurde die Leichtathletikgemeinschaft Ratio Münster e. V., kurz LG Ratio Münster mit sieben Vereinen gegründet und am 15. März 1970 erkannte der Fußball- und Leichtathletik-Verband Westfalen die LG an.
2012 waren zehn Vereine an der Leichtathletikgemeinschaft beteiligt. Nach internen Querelen und dem Rückzug des Hauptsponsors Hendrik Snoek war die Zukunft der Leichtathletikgemeinschaft gegen Ende 2012 zunächst ungewiss, wurde aber in kleinerer Zusammensetzung ohne Preußen Münster, Schwarz-Weiß Havixbeck und den Turnverein Eintracht Greven fortgeführt.
Als neuer namensgebender Hauptsponsor wurde zum Jahresbeginn 2014 der Münsteraner Farbenhersteller Brillux gewonnen.
Zum Zeitpunkt der Namensänderung bestand die LG aus sieben Grundvereinen, von denen sechs aus Münster und einer aus dem benachbarten Nottuln kamen: Dem TuS Hiltrup, dem BSV Roxel, der Turngemeinde Münster, dem TSV Handorf, dem TV Wolbeck, dem Telekom Post SV Münster und dem DJK SV Nottuln. Der Telekom Post SV fusionierte im Lauf des Jahres 2014 mit einem anderen Verein zum DJK SV Mauritz, gab die Leichtathletik auf Wettkampfniveau auf und verließ demzufolge zum Jahresende die LG Brillux. Mit Beginn des Jahres 2016 trat die DJK Grün-Weiß Marathon Münster der Leichtathletikgemeinschaft bei. Als weiterer Grundverein stieß zum 1. Januar 2019 die Leichtathletikabteilung des SC Westfalia Kinderhaus dazu. Mit Beginn des Jahres 2020 traten die Leichtathletikabteilungen des SC Preußen Münster und des SV Schwarz-Weiß Havixbeck der LG bei. Beide Vereine waren bereits Mitglieder der früheren LG Ratio Münster. Zum Jahresbeginn 2025 trat mit dem TuS Germania Horstmar ein weiterer Verein aus dem Münsterland der LG bei.

## Sportliche Erfolge
In den ersten Jahren fielen durch Harald Norpoth, Franz-Josef Kemper und andere zahlreiche deutsche Rekorde und nationale und internationale Meisterschaften an Athleten der LG Ratio Münster. In den Folgejahren gab ab es zahlreiche Meisterschaften im Senioren- und Jugendbereich in fast allen leichtathletischen Disziplinen, wie von der Weitspringerin Lena Malkus (Gold Olympische Jugendspiele 2010 in Singapur; Silber U20-Weltmeisterschaften 2012 in Barcelona; Deutsche Jugend-Vizemeisterin 2012). Herausragend war die Sprinterin Tatjana Pinto (Gold Europameisterschaften 2012 mit der 4 × 100-m-Staffel; 5. Platz Olympische Spiele 2012 in London mit der 4 × 100-m-Staffel; Deutsche Vizemeisterin 2012 100 m; Deutsche Meisterin 2014 100 m). 2016 wechselte sie jedoch zum LC Paderborn.
Andere Athleten, die Endkämpfe bei Deutschen Meisterschaften oder Deutschen Jugendmeisterschaften erreichten, sind der Weitspringer Luka Herden, der Sprinter Kai Sparenberg, die Langstreckenläuferin Klara Koppe und der Langstreckenläufer Nils Voigt, welcher 2019 zum TV Wattenscheid 01 wechselte.
Mit über 200 aktiven Kindern und Jugendlichen setzt die LG Brillux einen großen Schwerpunkt auf die Förderung des Nachwuchses.